# Lucas (Iowa)
Lucas – miasto w Stanach Zjednoczonych, w stanie Iowa, w hrabstwie Lucas. Zgodnie ze spisem statystycznym z 2000 roku, miasto liczyło 243 mieszkańców.